# Turbo heisei
Turbo heisei là một loài ốc biển, là động vật thân mềm chân bụng sống ở biển thuộc họ Turbinidae, họ ốc xà cừ.

## Miêu tả
Độ dài vỏ lớn nhất ghi nhận được là 25 mm.

## Môi trường sống
Độ sâu nhỏ nhất ghi nhận được là 20 m. Độ sâu lớn nhất ghi nhận được là 97 m.